# Перелік ударів по житловій забудові під час російського вторгнення (липень 2023)
Удари по житловій забудові України під час російсько-української війни — воєнний злочин, скоєний російськими військовими під час повномасштабного військового вторгнення в Україну.
У переліку подано інформацію про удари по житловій та громадській забудові яка була опублікована у відкритих джерелах. Подано інформацію про атаки протягом липня 2023 року.

## Загальна інформація

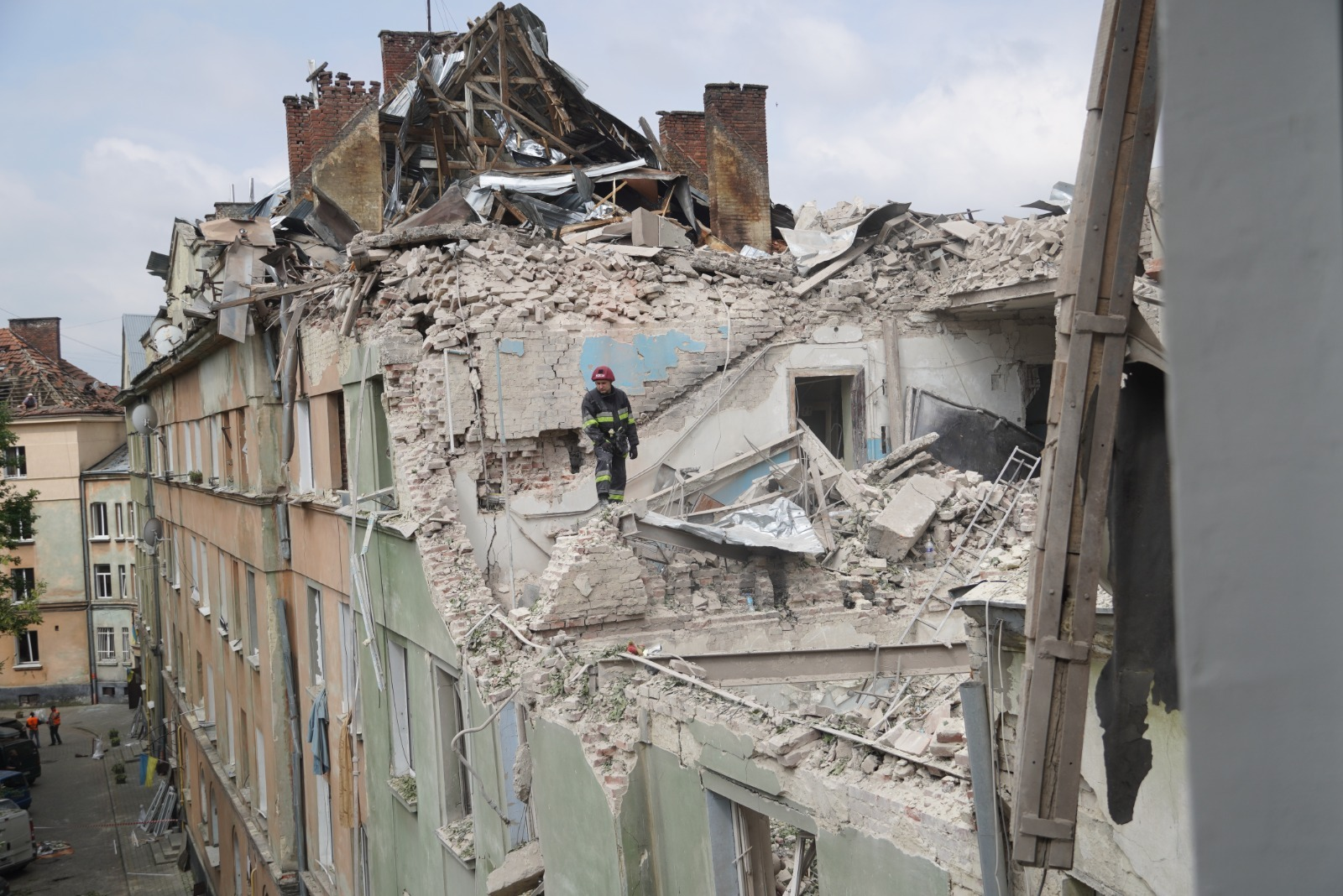
Руйнування будинку комплексу «Міські будинки» унаслідок російського обстрілу 6 липня

Згідно моніторингової місії ООН з прав людини в Україні відомо про 165 загиблих цивільних українців протягом липня 2023 року.

### Руйнування населених пунктів прилеглих до лінії зіткнення
У населених пунктах які знаходяться біля лінії бойового зіткнення, постійно відбуваються обстріли житлової та іншої цивільної забудови (у тому числі медичних установ, навчальних закладів, комерційної забудови). Впродовж липня 2023 року, обстріли відбувалися вздовж прикордонних громад Чернігівщини, Сумщини, та Харківщини, а також громад Запорізької, Дніпропетровської, Херсонської та Миколаївської областей із використанням ракет, безпілотників, мінометів, артилерії, реактивних систем залпового вогню, вогнем бронетехніки та стрілецької зброї.
Вздовж державного кордону:
- У Чернігівській області — Корюківська, Новгород-Сіверська, Семенівська, Сновська громади.
- У Сумській області — Білопільська, Великописарівська, Глухівська, Краснопільська, Миропільська, Новослобідська, Путивльська, Хотінська, Юнаківська громади.
- У Харківській області — Вільхуватська, Вовчанська, Дворічанська, Дергачівська, Золочівська, Липецька громади

Між тимчасово окупованою територією:
- У Харківській області — Борівська, Дворічанська, Ізюмська, Кіндрашівська, Куп'янська, Курилівська, Оскільська, Петропавлівська громади
- У Луганській області — Красноріченська, Лисичанська громади
- У Донецькій області — Званівська, Сіверська громади
- У Запорізькій області —
- У Херсонській області —
- У Миколаївській області —

## Перелік
Червоним кольором позначені атаки у яких відомо про загибель людей.
| дата і місце | дата і місце                            | тип зброї           | подробиці атаки, жертви (загиблі/поранені)                                 | подробиці атаки, жертви (загиблі/поранені) |
| ------------ | --------------------------------------- | ------------------- | -------------------------------------------------------------------------- | ------------------------------------------ |
| 02.07.2023   | Запорізька обл., Комишуваха             | С-300               | влучання у приміщення гімназії                                             | —                                          |
| 03.07.2023   | Суми                                    | Shahed 136          | влучання у житловий будинок                                                | 3/24                                       |
| 04.07.2023   | Харківська обл., Первомайський          | Іскандер            | влучання у двір житлового будинку                                          | 0/31                                       |
| 06.07.2023   | Львів                                   | Калібр              | влучання у житловий будинок                                                | 10/48                                      |
| 06.07.2023   | Львівська обл., Золочівський р-н        | Калібр              | приватне домогосподарство                                                  | —                                          |
| 07.07.2023   | Дніпропетровська обл., Дніпровський р-н | Shahed 136          | влучання уламків у автомобіль                                              | 2/0                                        |
| 08.07.2023   | Донецька обл., Лиман                    | РСЗВ                | о 10:00 було атаковано приватний сектор, пошкоджено будинок і крамницю     | 8/15                                       |
| 09.07.2023   | Запорізька обл., Оріхів                 | авіабомбовий удар   | влучання авіабомб у пункт незламності                                      | 4/15                                       |
| 11.07.2023   | Херсонська обл., Олешки                 | артобстріл          | житловий будинок                                                           | 0/2                                        |
| 13.07.2023   | Київ                                    | Shahed 136          | ураження житлових будинків уламками БпЛА                                   | 1/4                                        |
| 17.07.2023   | Сумська обл., Білопілля                 | артобстріл          | було завдано удару по цивільній забудові та пожежній частини               | 2/10                                       |
| 18.07.2023   | Одеса                                   | БпЛА, ракетний удар | ураження житлової та іншої цивільної інфраструктури уламками ракет та БпЛА | 0/1                                        |
| 19.07.2023   | Житомирська обл.                        | Shahed 136          | влучання у інфраструктурні та цивільні об'єкти                             | —                                          |
| 19.07.2023   | Одеса                                   | БпЛА, ракетний удар | промислова та цивільна забудова                                            | 0/10                                       |
| 19.07.2023   | Миколаївська обл., Коблеве              | Х-22                | влучання у готельний комплекс                                              | 0/2                                        |
| 19.07.2023   | Херсон                                  | Shahed 136          | влучання у будинок культури та інші цивільні об'єкти                       | 0/1                                        |
| 20.07.2023   | Одеса                                   | ракетний удар       | влучання у житлову забудову                                                | 1/10                                       |
| 20.07.2023   | Миколаїв                                | ракетний удар       | влучання у житловий будинок                                                | 2/18                                       |
| 20.07.2023   | Чернігівська обл., Семенівка            | Shahed 136          | влучання у двір житлового будинку та іншу цивільну забудову                | —                                          |
| 23.07.2023   | Одеса                                   | ракетний удар       | влучання у житлові будинки, храм, пам'ятки архітектури                     | 1/22                                       |
| 23.07.2023   | Донецька обл., Часів Яр                 | артобстріл          | влучання у палац культури, в якому надавали медичну допомогу               | —                                          |
| 25.07.2023   | Херсонська обл., Токарівка              | артобстріл          | житлові будинки                                                            | 1/0                                        |
| 26.07.2023   | Херсонська обл., Зміївка                | авіабомбовий удар   | пошкодження приміщення спортзалу школи, сільського господарства            | —                                          |
| 28.07.2023   | Донецьк                                 | артобстріл          | обстріл житлового кварталу                                                 | —                                          |
| 31.07.2023   | Дніпропетровська обл., Кривий Ріг       | Іскандер-М          | влучання у житловий будинок                                                | 6/75                                       |
| 31.07.2023   | Херсон                                  | артобстріл          | обстріл житлових кварталів міста                                           | 3/17                                       |